# Alten (Adelsgeschlecht)

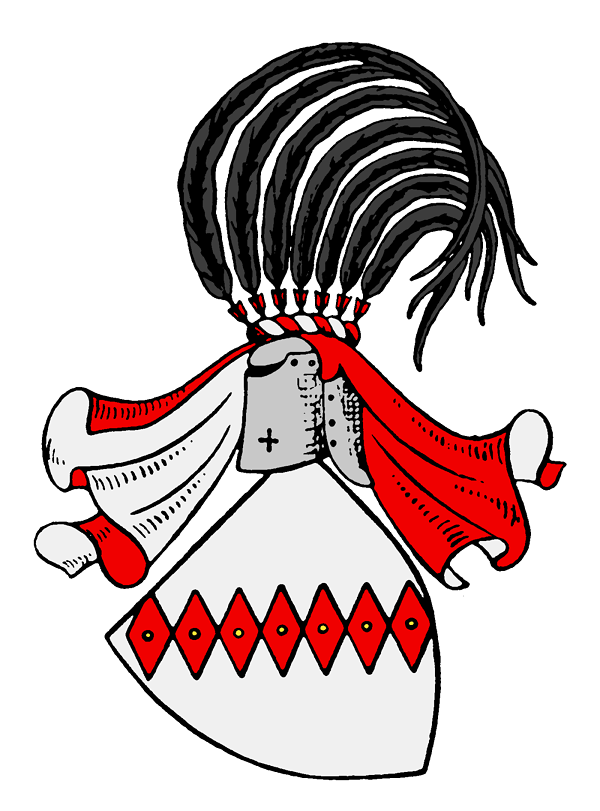
Wappen derer von Alten

Alten ist der Name eines alten niedersächsischen Adelsgeschlechts mit Stammhaus Ahlten im „Großen Freien“ bei Hannover, das mit Dietrich von Alten, Ministerialer des Stifts Hildesheim, im Jahr 1182 urkundlich erstmals erwähnt wird.

## Geschichte
Der namensgebende Stammsitz Ahlten gehörte den Grafen von Roden, als deren Ministerialen ihn die von Alten verwalteten. Ein Rittergut entstand dort erst durch spätere Besitzer, als der Amtsvogt in Ilten 1580 auf dem Roden'schen Hof, unter Hinzukauf mehrerer weiterer Höfe, ein Gut errichtete, für das er 1593 die »adligen Freiheiten« erhielt.
Seit 1280 waren die Herrn von Alten auch auf dem Rittersitz Linden (im heute hannoverschen Stadtteil Linden-Mitte) als Eigen- und Lehnsbesitz ansässig. Die Geschichte der Familie ist eng mit der Geschichte der Stadt Hannover verknüpft, welche aus einem Herrenhof der Grafen von Roden am Leineübergang entstand, den Konrad von Roden zwischen 1160 und 1168 dem Herzog Heinrich dem Löwen zu Lehen auftrug. Angehörige der Familie von Alten siegeln hier zunächst vornehmlich als Lehnsmänner der Grafen von Roden sowie der Bischöfe von Hildesheim und des Hochstifts Minden. Die direkte Stammreihe der Familie von Alten beginnt mit dem 1183–1210 urkundlich genannten Eberhard von Alten. Nachkommen waren Burgmannen auf der Burg Lauenrode, welche die Grafen von Roden der Stadt Hannover gegenüber auf dem westlichen Ufer der Leine errichtet hatten, und später auch in der dortigen Calenberger Neustadt ansässig. Dort erbaute vor 1388 Cord von Alten eine Marienkapelle auf dem Rosmarinhof, den Vorgängerbau der heutigen Neustädter Hof- und Stadtkirche St. Johannis.
Die Familie von Alten überließ ab 1288 dem Minoritenkloster Hannover ein Grundstücks-Lehen an der Leine. Aus dem Minoritenkloster wurde nach der Säkularisation das Leineschloss der welfischen Fürsten. Im Jahr 1360 waren von den neun Lehnshöfen an der Burgstraße in Hannover sieben im Besitz der Roden'schen Ministerialenfamilie von Alten, die beiden anderen im Besitz der billungischen Ministerialenfamilie von Lenthe.
Die Familie ist bis heute in und um Hannover begütert. Von 1215 bis 1904 befand sich das Rittergut Wilkenburg im Besitz der Familie. Seit 1302 gehört ihr der auf dem Stadtgebiet gelegene Edelhof Ricklingen mit der im 14. Jahrhundert errichteten Edelhofkapelle, der heute ein Familienstiftungsbesitz ist. Von 1334 bis ins 17. Jahrhundert gehörte das Rittergut Wettbergen der Familie, das 1885 von der Lindener Linie zurückerworben wurde. Seit etwa 1400 bis heute gehört ihr auch das Rittergut Hemmingen. Ab dem 15. Jahrhundert treten die Ritter von Alten vermehrt in die Dienste der Welfenherzöge. Das Rittergut Großgoltern erhielt der Rittmeister Ernst von Alten 1558 von Herzog Erich II. zu Lehen, zugleich mit dem Rittergut Dunau. Diese Güter werden ebenfalls bis heute von der Familie bewirtschaftet.

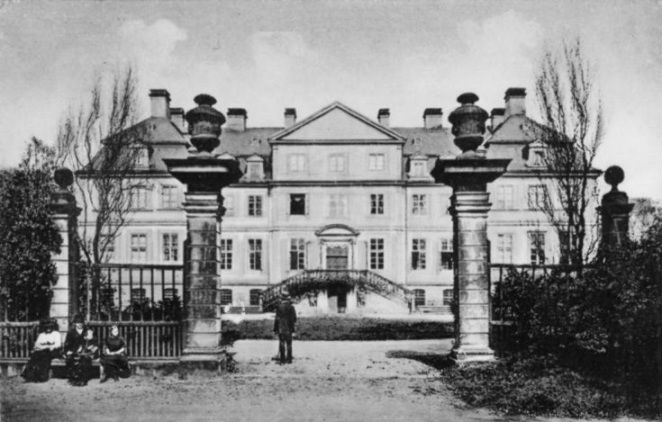
Schloss Linden im Von-Alten-Garten in Hannover-Linden um 1912. Das Gut war seit 1280 im Besitz der Familie, das Schloss wurde 1945 zerstört, der Garten blieb teilweise bis 1997 im Besitz der Familie

1688 veräußerte die Familie das Gut Linden an den Oberhofmarschall Franz-Ernst von Platen, allerdings mit einem Rückkaufsrecht nach Ablauf von 20 Jahren, das dann bis 1728 verlängert wurde. Graf Platen errichtete das Lindener Schloss und ließ, nach dem Ankauf zusätzlicher Höfe, den etwa 7 ha großen Von-Alten-Garten als Barockgarten anlegen. 1728 kam es dann zu einem fast ein Jahrhundert andauernden Rechtsstreit um den Wert des Lindener Schlosses und der darum herum gestalteten Örtlichkeiten. Erst zur Zeit des Königreichs Hannover, im Jahr 1816, nach der gewonnenen Schlacht bei Waterloo und der damit verbundenen Erhebung des Generalmajors Carl von Alten in den Grafenstand, einigten sich die Familien von Alten und von Platen, sodass einer der ältesten Familienbesitze, ergänzt um ein prächtiges Barockschloss samt Park, gegen Abfindung an die Altens zurückfiel. Carl von Alten behielt aber lebenslang als Wohnsitz sein Friederikenschlösschen. Im letzten Jahr des Zweiten Weltkrieges wurde das Lindener Schloss 1945 durch die Luftangriffe auf Hannover zerstört, die Ländereien waren schon zuvor großenteils für den Aufbau des Stadtteils Hannover-Linden veräußert worden; die Restflächen und das Gut Wettbergen wurden nach dem Krieg verkauft und der Erlös in Zinshäusern in der Stadt sowie in den neu erworbenen Rittergütern Söderhof (seit 1970) und Binder angelegt.
1888 wurde das Gut Posteholz erworben, das sich ebenfalls noch im Familienbesitz befindet.

## Besitze

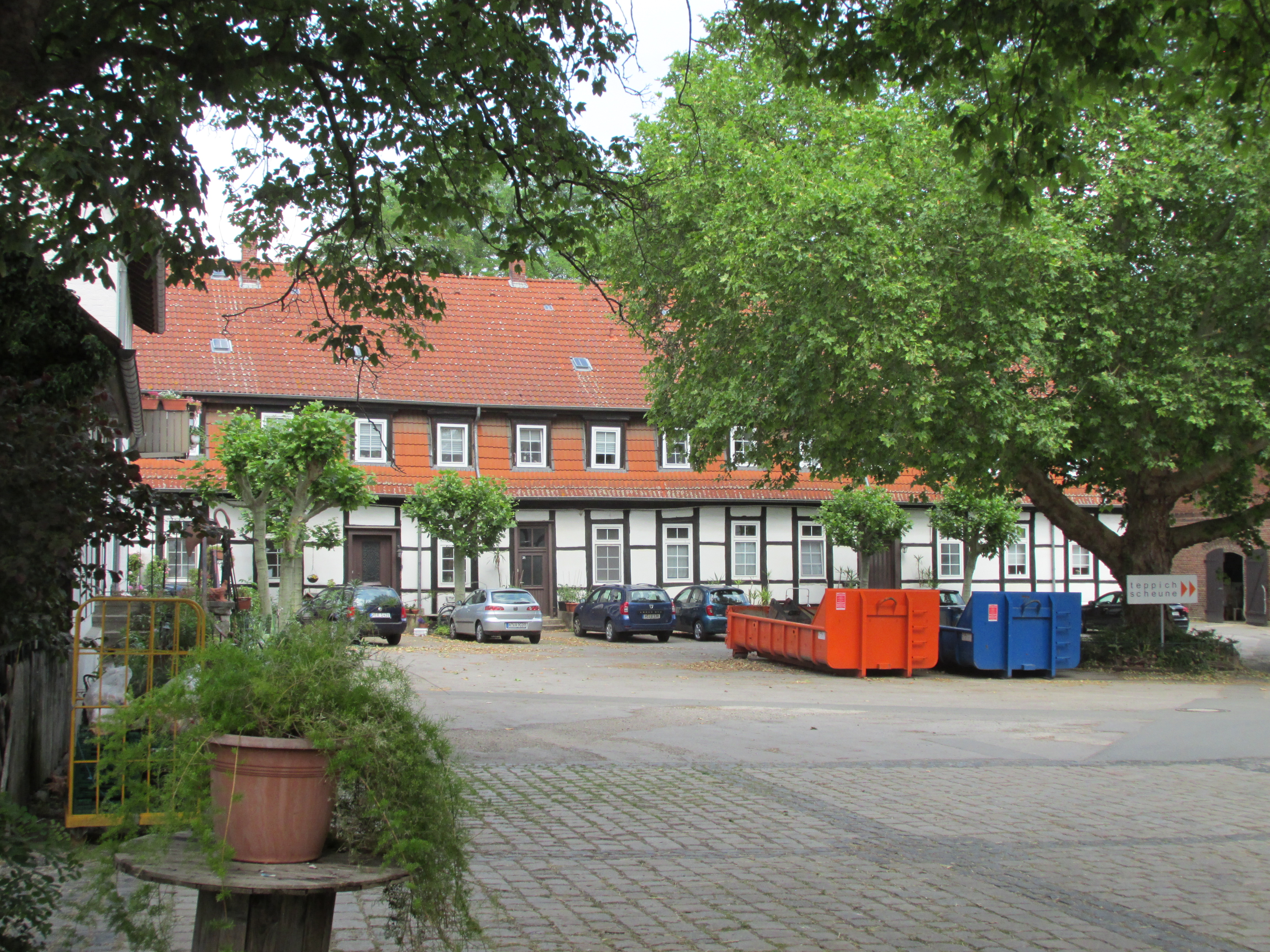
Rittergut Wilkenburg (1215 bis 1904 im Besitz der Familie)
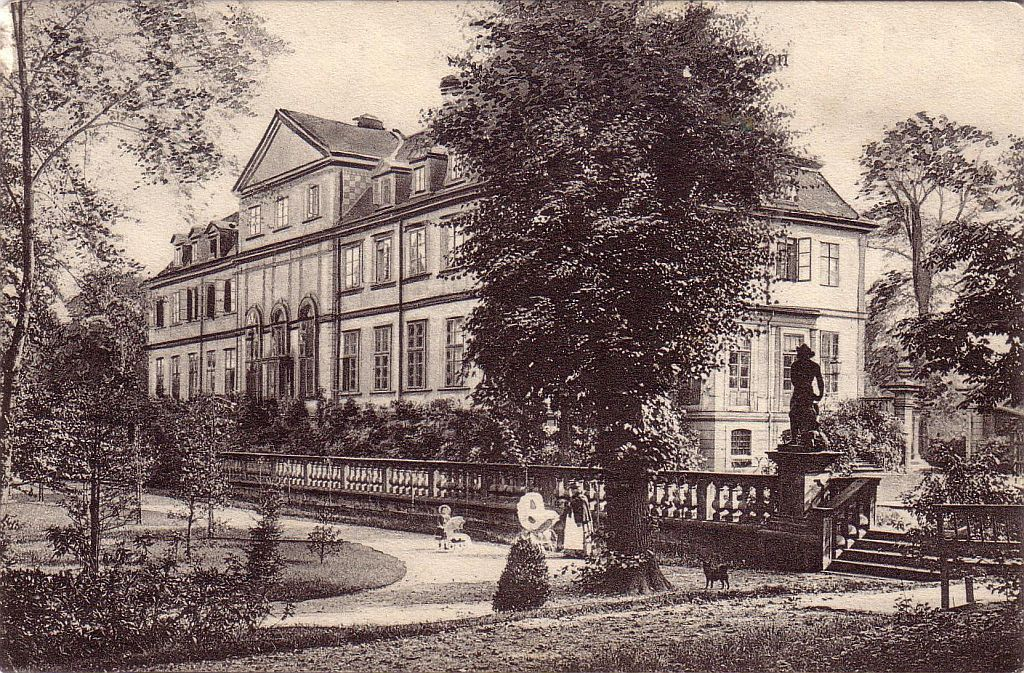
Schloss Linden (Hannover) (1280–1967 im Besitz der Familie, das Schloss 1945 zerstört)
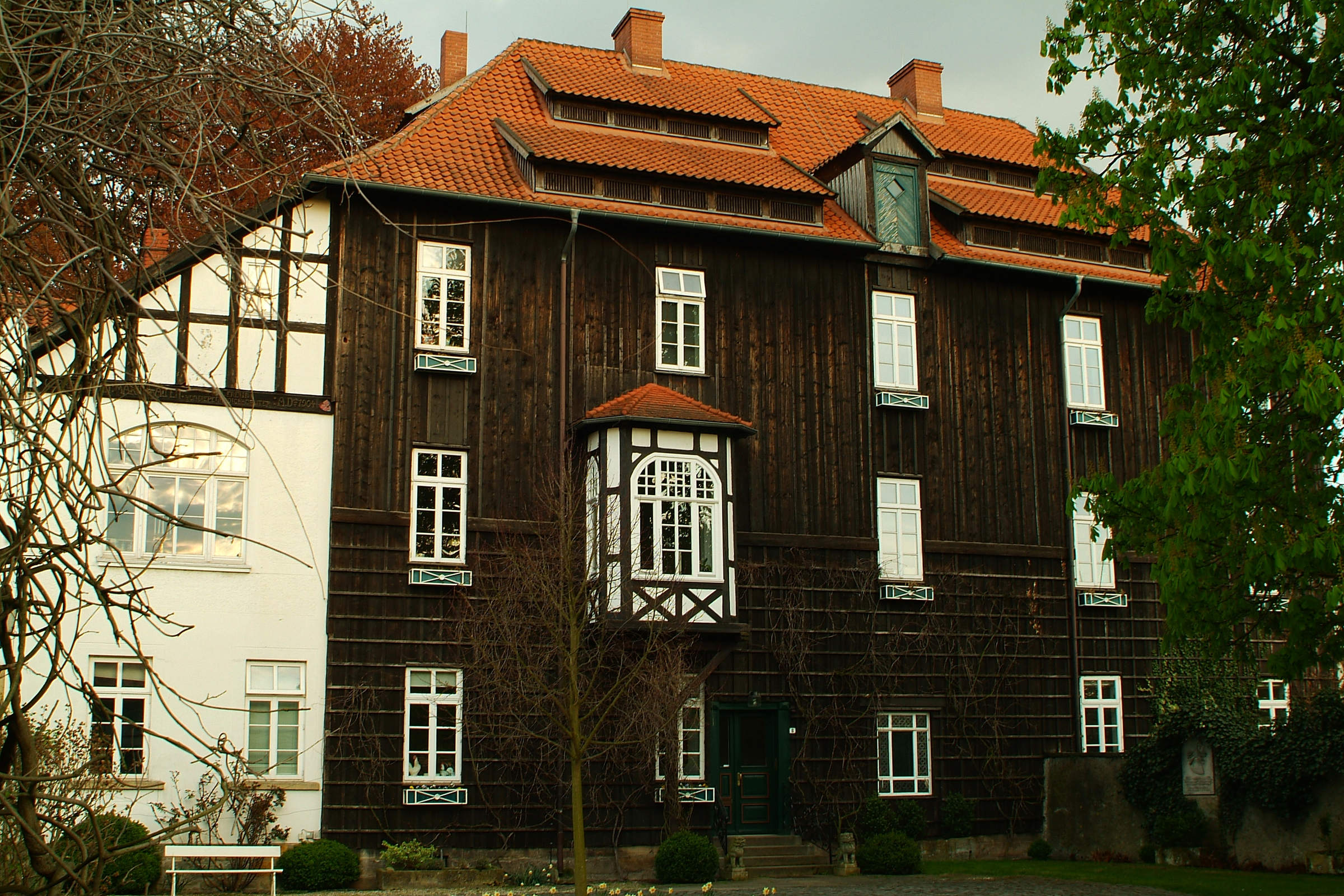
Edelhof Ricklingen (seit 1302 im Besitz der Familie)
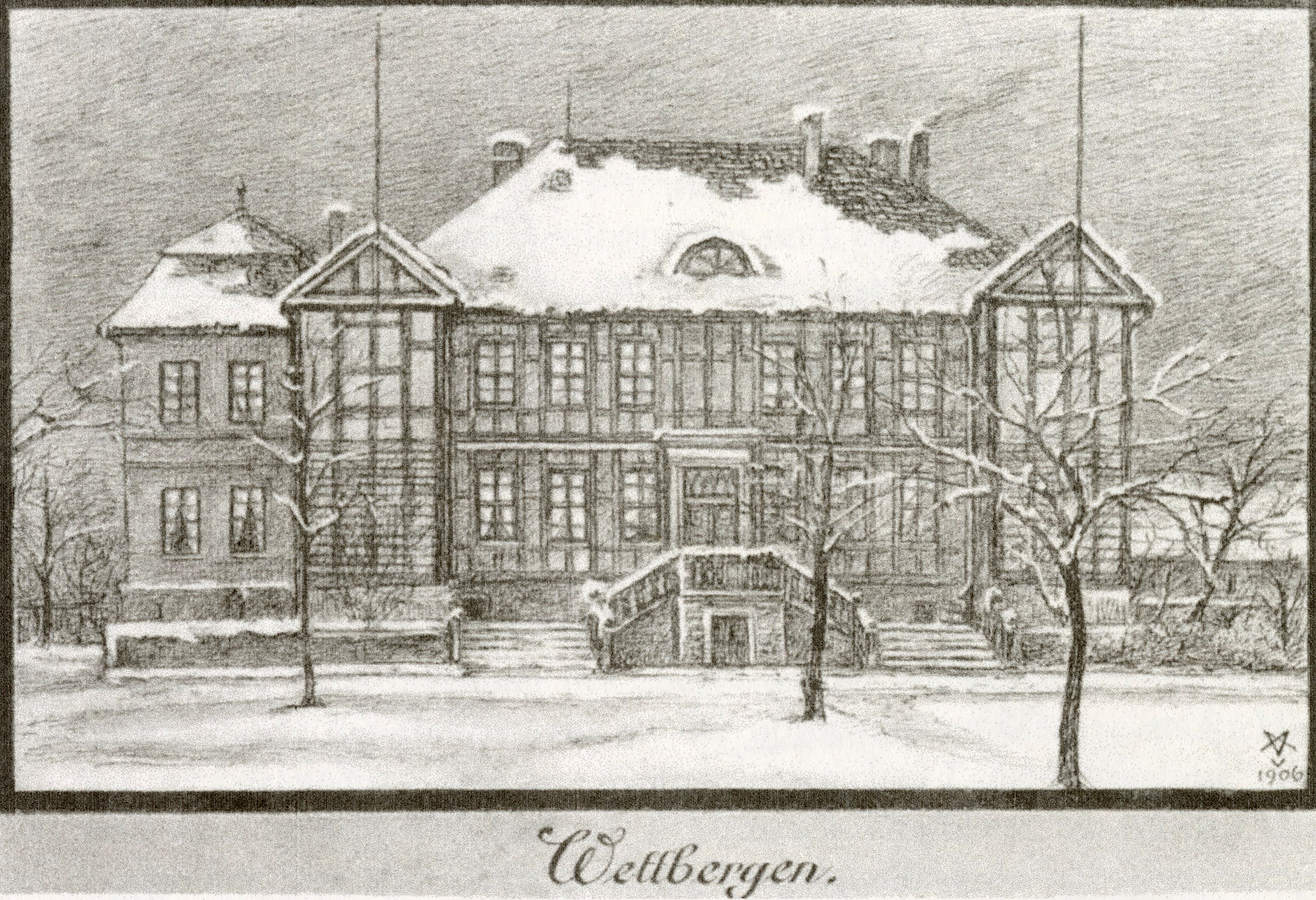
Rittergut Wettbergen (1334 bis 17. Jh. und 1885–1967 in der Familie)
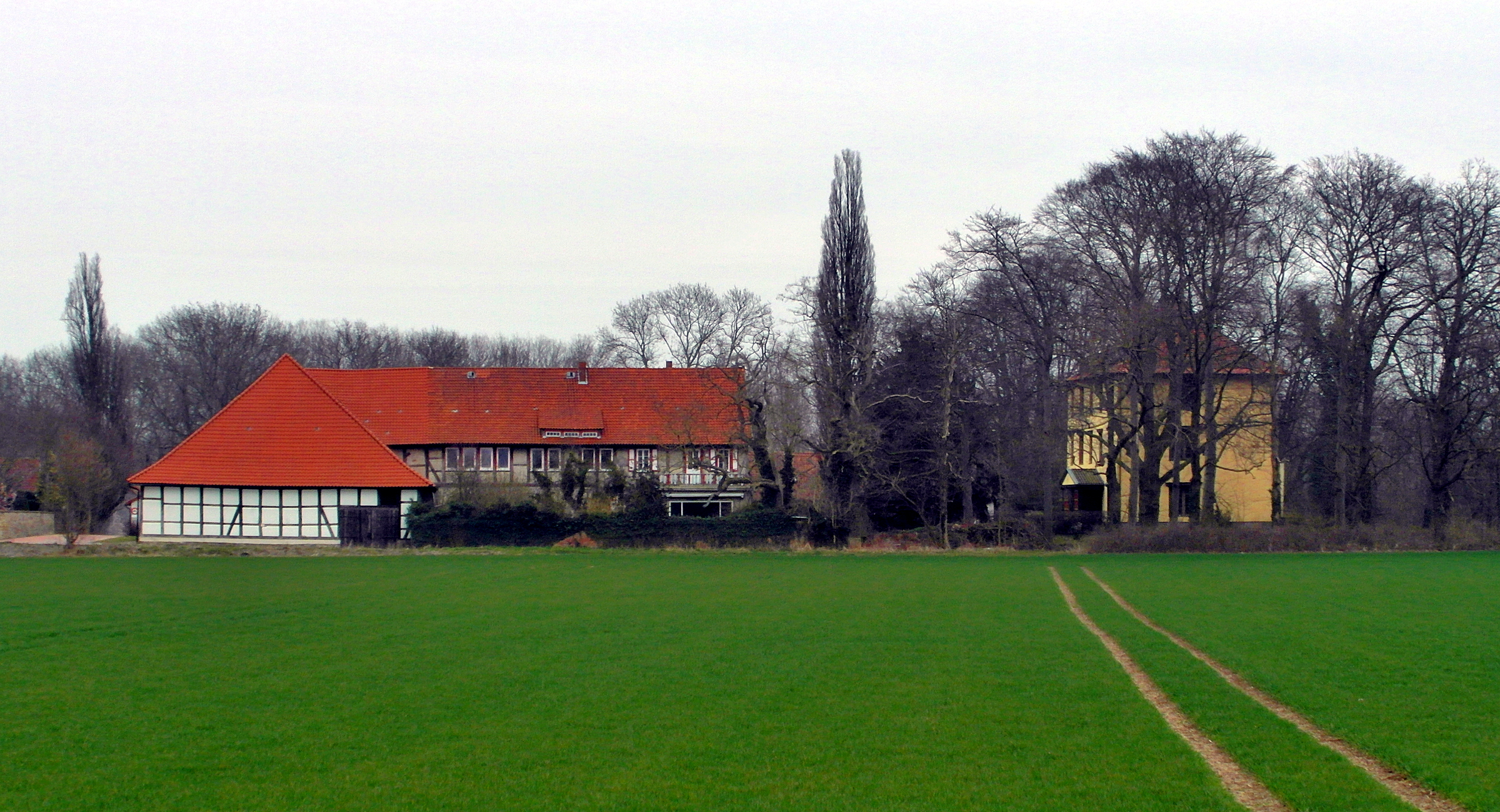
Rittergut Hemmingen (seit ca. 1400 im Besitz der Familie)
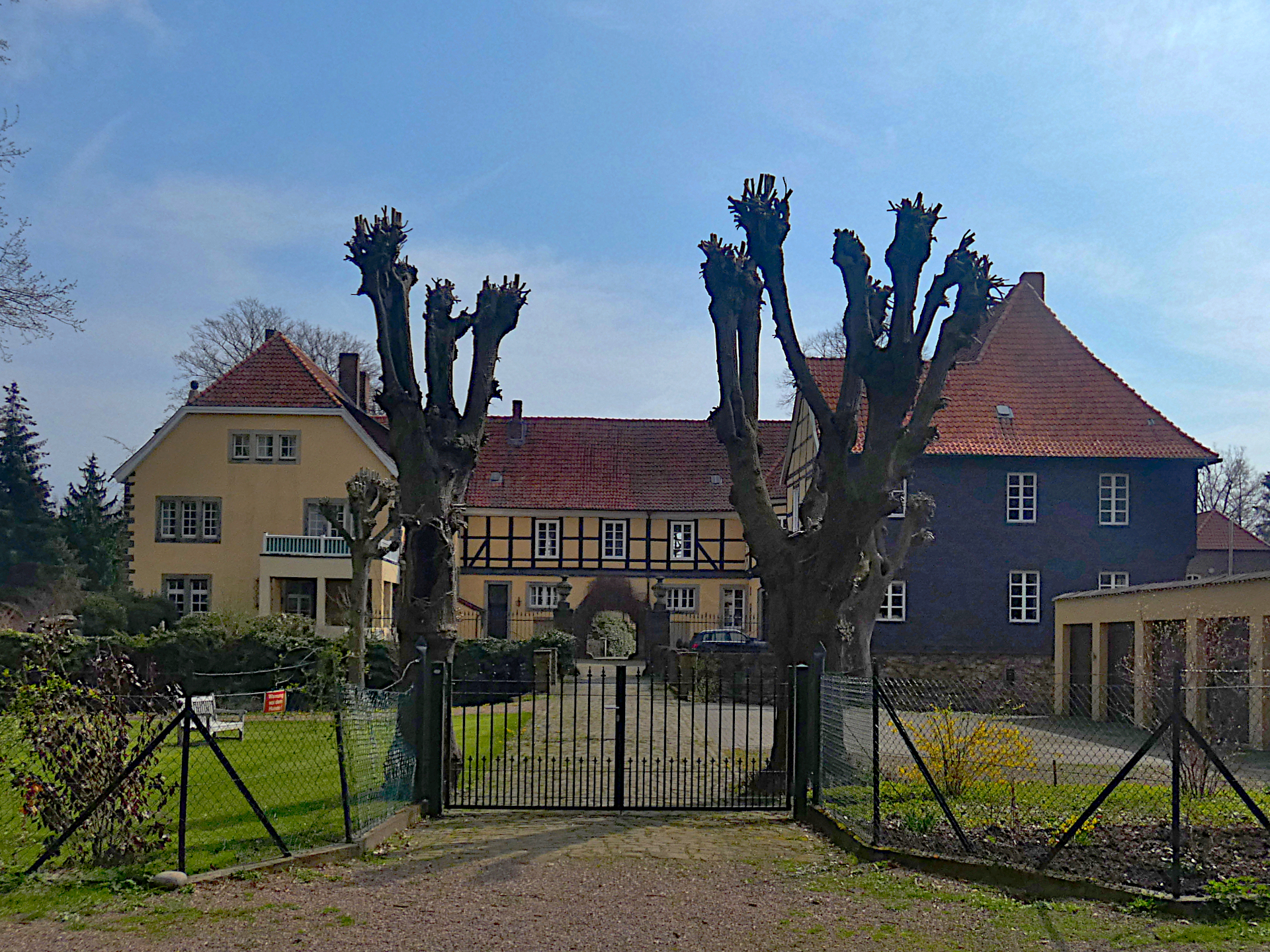
Rittergut Großgoltern (seit 1558 im Besitz der Familie)
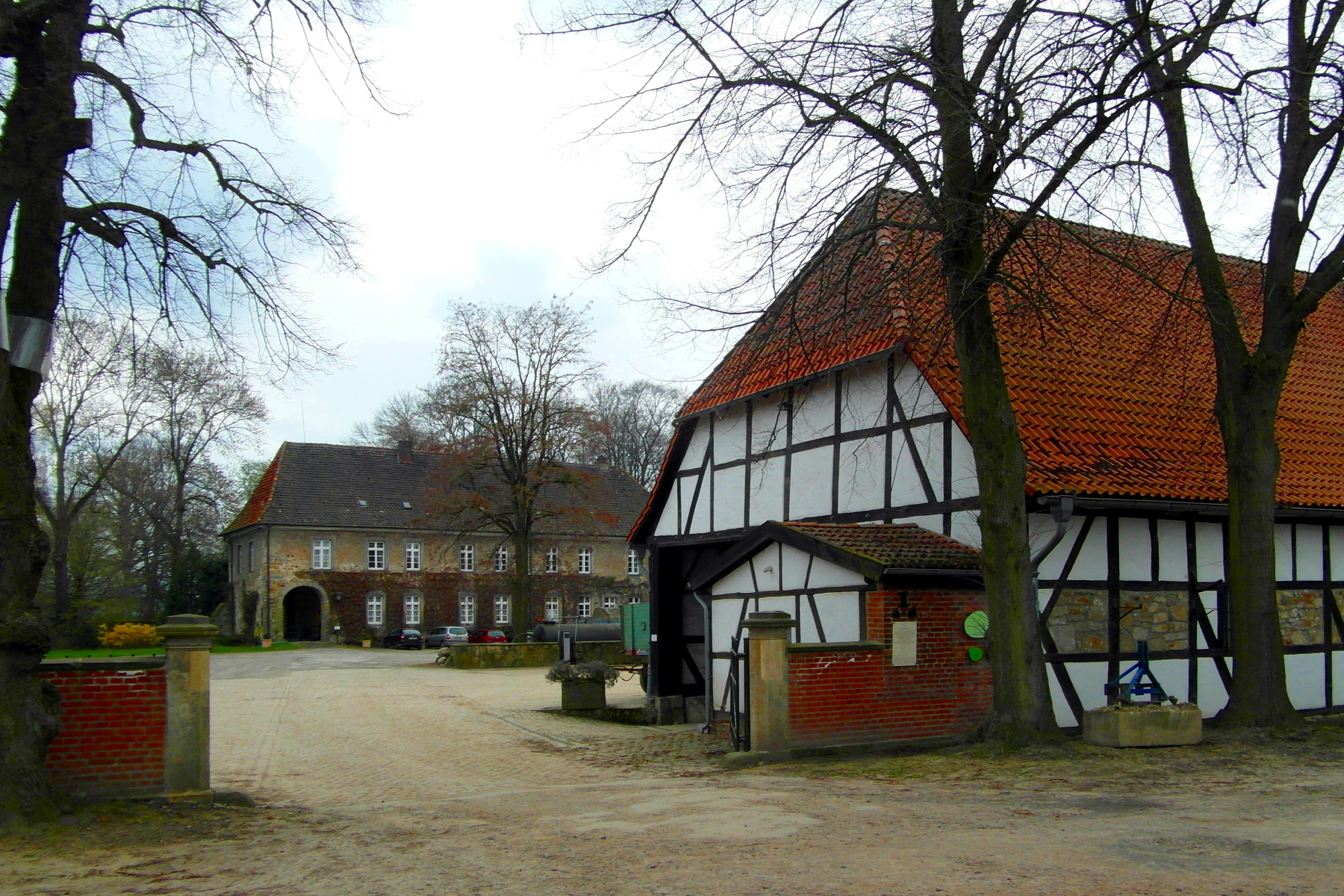
Rittergut Dunau (seit 1558 im Besitz der Familie)
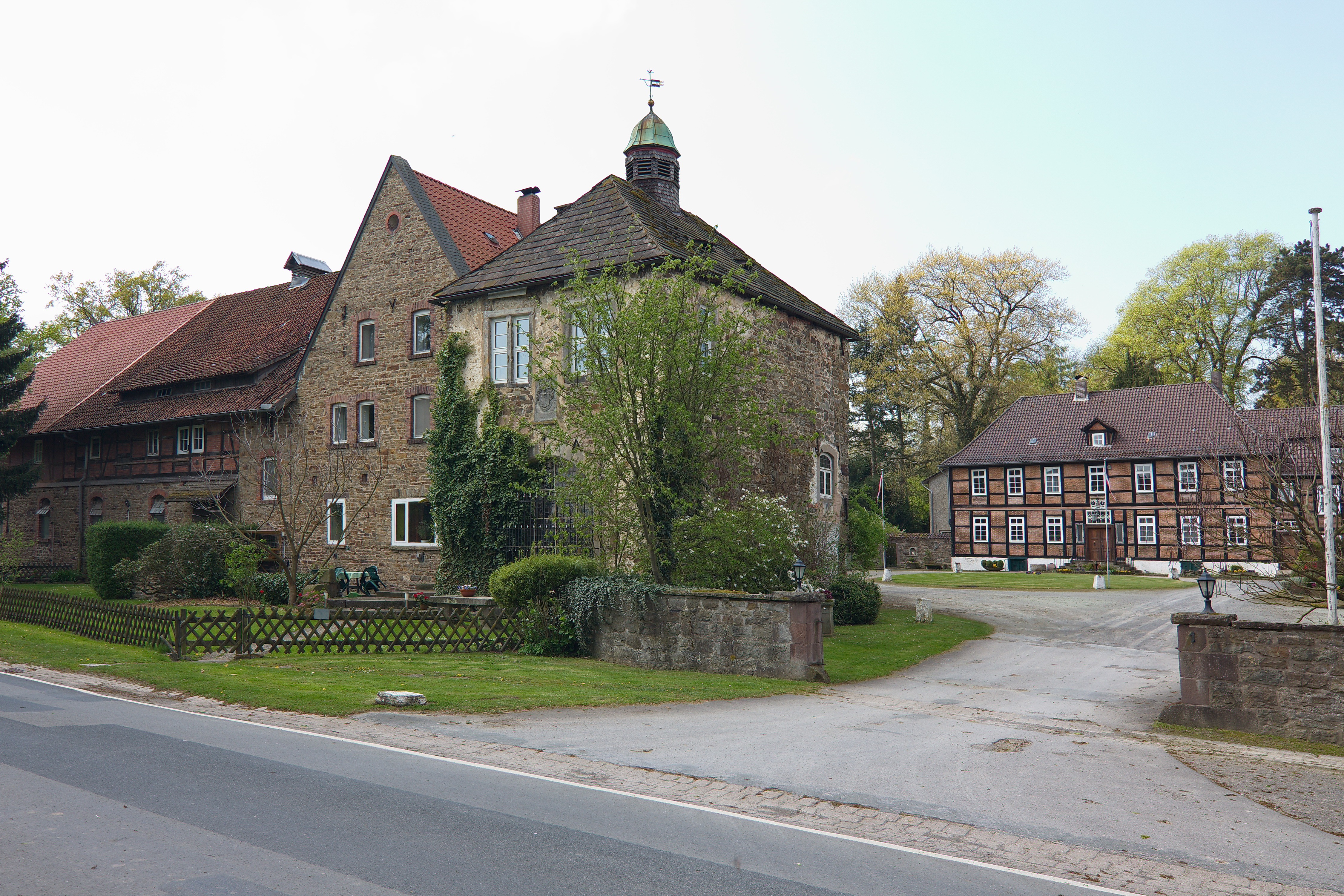
Rittergut Posteholz (seit 1888 im Besitz der Familie)
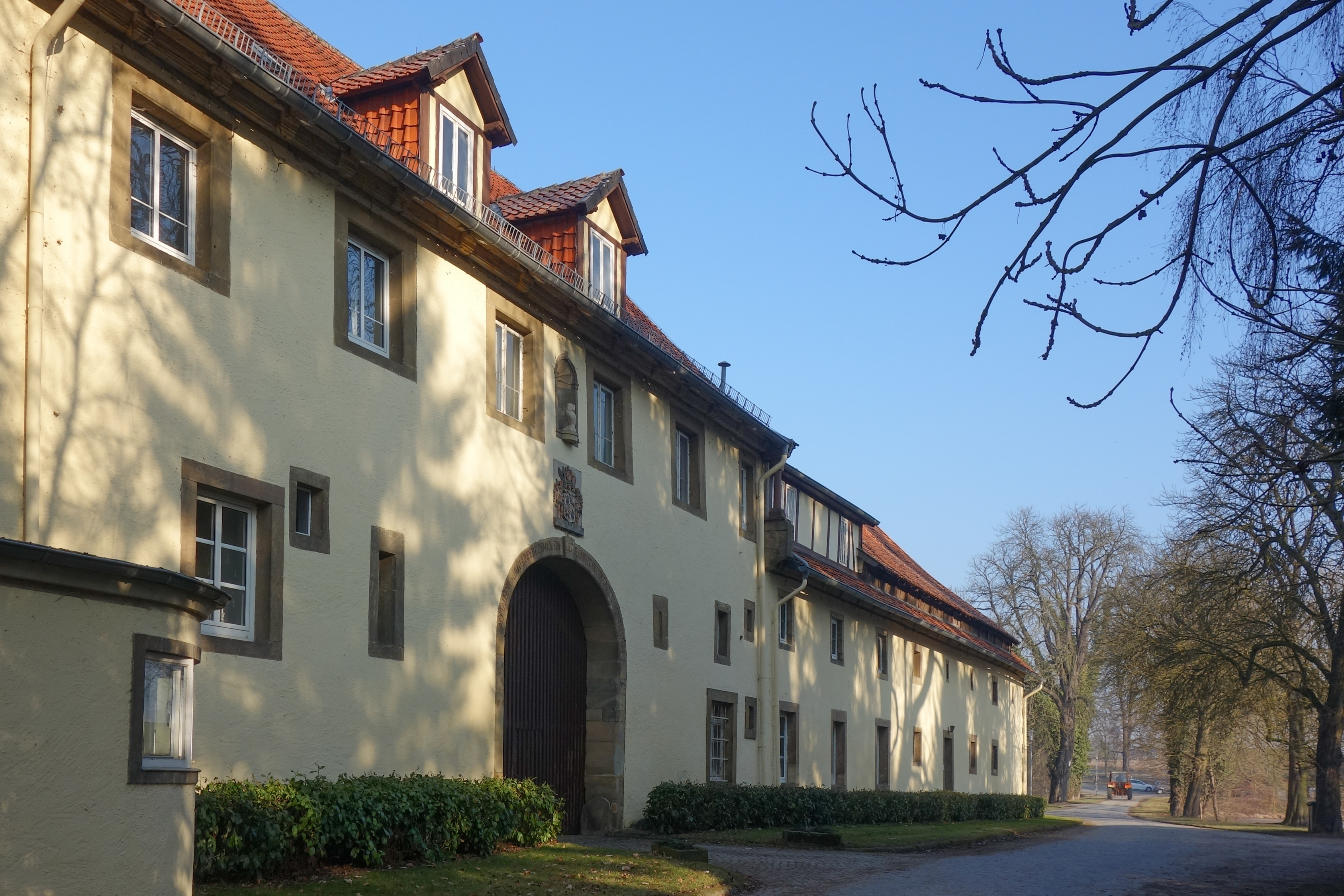
Rittergut Söderhof (seit 1970 im Besitz der Familie)

Zeitweise waren Angehörige der Familie auch auf Gütern in Westfalen, Pommern und Schlesien ansässig.
Die von Alten bilden zusammen mit den von Ilten, von Jeinsen, von Heimburg, von Knigge, von Münchhausen, von Reden, von Bennigsen, von Linsingen und von Rössing den Kreis der uradeligen Geschlechter des Fürstentums Calenberg.

## Standeserhebungen
Die Erhebung in den hannoverschen Grafenstand am 21. Juli 1815 im Carlton House galt für Carl August von Alten (1764–1840), königlich großbritannischer und hannoverscher General der Infanterie und Staatsminister, der am 20. April 1840 ohne Leibeserben starb, mit Ausdehnung des Grafenstandes (primogenitur; für den Fall, dass Erstgenannter kinderlos stirbt) am 8. November 1816 im Carlton House auf dessen älteren Bruder General Victor von Alten.
Die Erhebung in den preußischen Grafenstand mit Namensmehrung „von Alten-Linsingen“ (primogenitur und geknüpft an ein zu errichtendes Fideikommiss) erfolgte am 18. Januar 1901 in Berlin für den preußischen Kammerherrn Carl von Alten, Gutsherr auf Linden und anderen. Einige Jahre später folgte die Namensmehrung „von Alten Blaskowitz“.

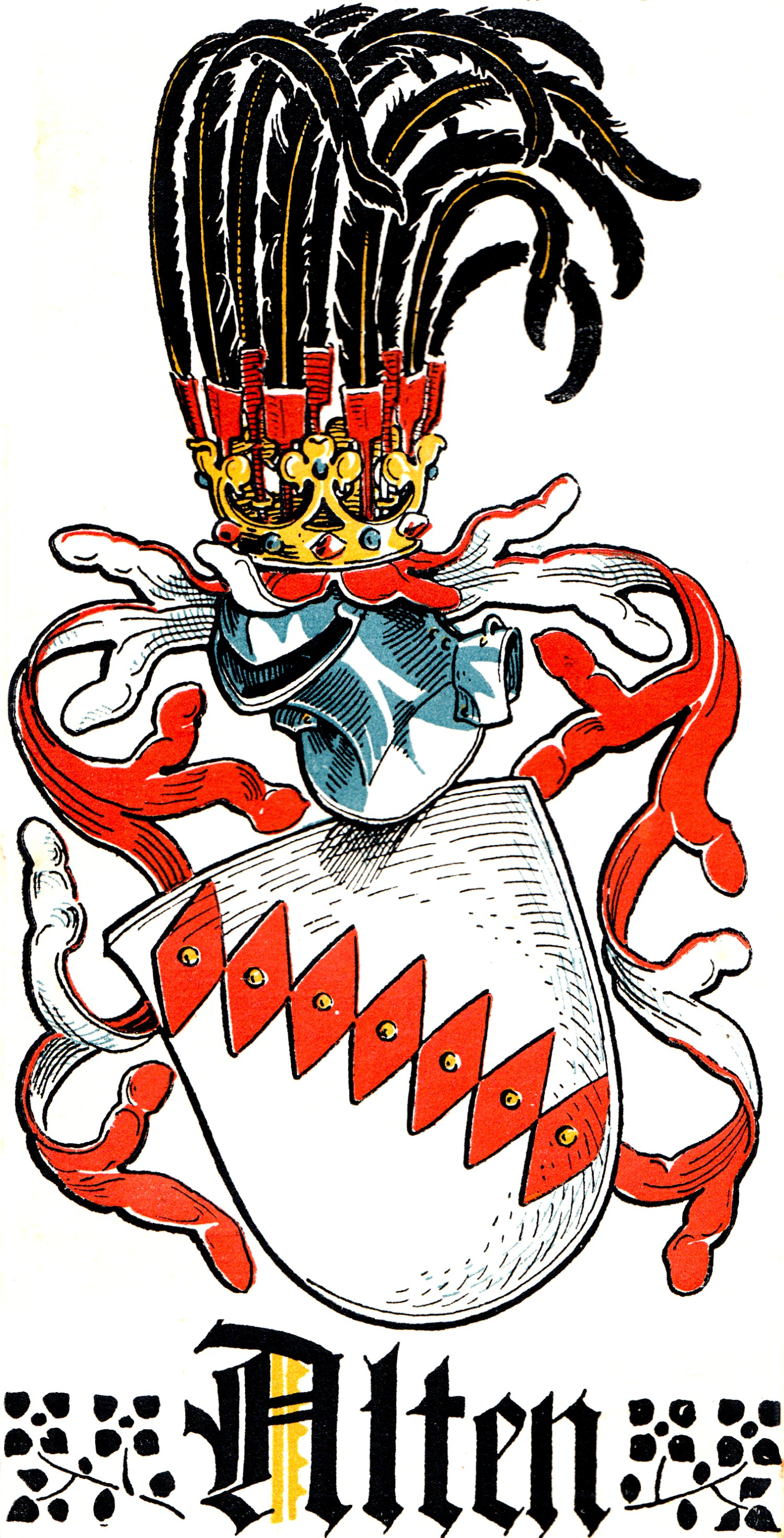
Wappengrafik von Otto Hupp im Münchener Kalender von 1904

## Wappen
Das Stammwappen zeigt in Silber sieben schrägrechts aneinandergereihte, mit je einem goldenen Nagelkopf belegte rote Rauten. Auf dem Helm mit rot-silbernen Decken stehen sieben je mit einer schwarzen Hahnenfeder bestückte rote Pfeilflitsche.
Es besteht eine Wappengemeinschaft mit dem ebenfalls aus dem Hochstift Hildesheim stammenden Adelsgeschlecht von Garmissen.

## Bekannte Familienmitglieder

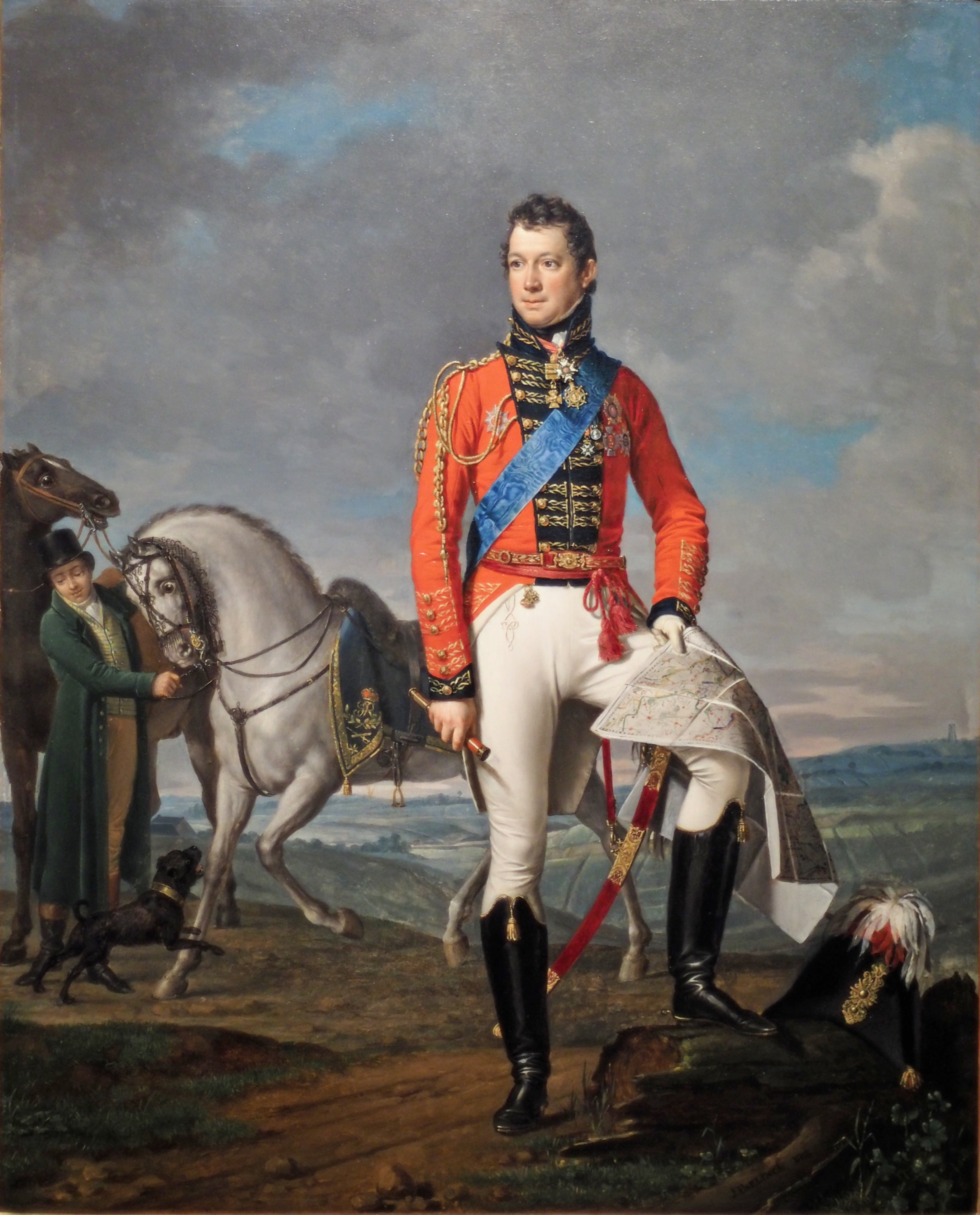
General Carl von Alten (1764–1840) auf dem Schlachtfeld von Waterloo

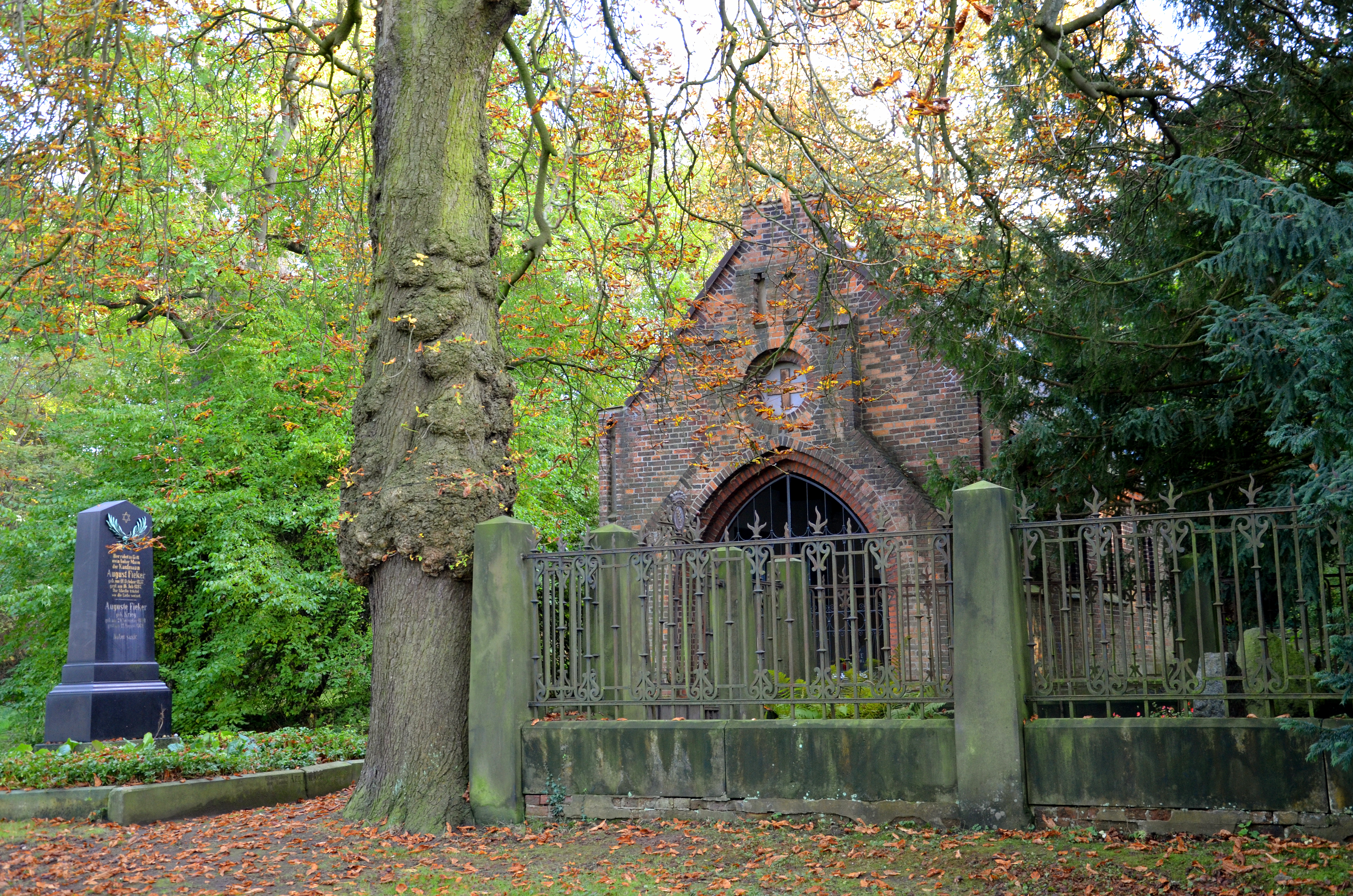
Eingefriedete Familiengrabstätte eines Teils des Lindener Zweiges derer von Alten vor der Kapelle auf dem Bergfriedhof Linden

Auswahl bekannter Familienmitglieder, alphabetisch geordnet
- Adolf Victor Christian Jobst von Alten  (1755–1820), hannoverscher Generalmajor
- Carl August Graf von Alten (1764–1840), hannoversch-britischer General und Staatsmann
- Donald von Alten (1897–1987), Kommendator des Johanniterorden[4]
- Friedrich Kurd von Alten (1822–1894), oldenburgischer Oberkammerherr und Leiter der großherzoglichen Sammlungen
- Benedix Wilhelm Karl von Alten (1852–1937), preuß. Generalleutnant, Gouverneur von Wilna
- Friedrich von Alten (1888–1944), Landrat in Schlesien, im Protektorat Böhmen und Mähren und in der Neumark
- Georg von Alten (Diplomat) (1815–1882), deutscher Diplomat
- Georg von Alten (Generalleutnant) (1846–1912), deutscher Generalleutnant und Militärhistoriker
- Georg von Alten (Generalmajor, 1848) (1848–1904), deutscher Generalmajor
- Georg von Alten (Generalmajor, 1875) (1875–1950), deutscher Generalmajor
- Hans-Henning von Alten (1890–1947), deutscher Generalmajor
- Hedwig von Alten (1847–1922), Schriftstellerin und Frauenrechtlerin
- Helene von Alten, russische Gräfin, Ehefrau von Andrei Dmitrijewitsch Bludow (1817–1885)
- Jobst von Alten (1513–1568), Markgräflich Brandenburgischer Hofmarschall, Erbherr auf Hemmingen
- Jürgen von Alten (1903–1994), deutscher Schauspieler, Drehbuchautor und Filmregisseur
- Karl Franz Viktor Graf von Alten (1800–1879), hannoverscher Geheimer Rat, Ritter des Johanniterordens sowie Herr auf Wilkenburg und Sundern
- Karl von Alten (General, 1833) (1833–1901), preußischer General der Kavallerie
- Karl von Alten, (1852–1937), preußischer Generalleutnant
- Konrad von Alten (1857–1927), preußischer Generalleutnant, osmanischer Pascha
- Kurt von Alten (1864–1927), deutscher Verwaltungsbeamter und Parlamentarier
- Luise von Alten (1832–1911), oberste Hofdame Mistress of the Robes der Queen Victoria, verheiratet in erster Ehe mit William Montagu, 7th Duke of Manchester, in zweiter Ehe mit Spencer Cavendish, 8. Duke of Devonshire
- Odal von Alten-Nordheim (1922–2004), Landwirt und Politiker
- Victor von Alten (1812–1887), Offizier, MdR
- Victor von Alten (1817–1891), Regierungspräsident, MdR
- Victor von Alten (1880–1967), Obergeneralarbeitsführer im RAD
- Viktor von Alten (General, 1755) (1755–1820), deutscher Generalleutnant
- Viktor von Alten (Geheimer Rat) (1800–1879), deutscher Geheimrat
- Viktor von Alten (General, 1821) (1821–1890), deutscher Generalleutnant
- Viktor von Alten (General, 1839) (1839–1904), deutscher General der Artillerie
- Viktor von Alten (Landrat) (1854–1917), deutscher Verwaltungsbeamter
- Wilhelm von Alten (1859–1935), preußischer Generalmajor
- Wilken von Alten (1885–1944), Kustos an der Kunsthalle Bremen

## Abgeleitete Gemeindewappen

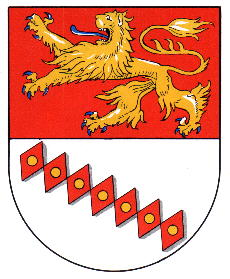
Ahlten
Hemmingen